# Werknesh Kidane
Werknesh Kidane (ur. 21 listopada 1981) – etiopska lekkoatletka, specjalistka od biegów długich. Trzykrotna olimpijka (2000, 2004, 2012).

## Osiągnięcia
- srebrny medal Mistrzostw Świata w Lekkoatletyce (bieg na 10 000 m Paryż 2003)
- dwukrotnie 4. miejsce na Igrzyskach olimpijskich w biegu na 10 000 metrów (Ateny 2004, Londyn 2012)
- 18 medali Mistrzostw świata w biegach przełajowych :
  - Marrakesz 1998 - w kategorii juniorek brąz indywidualnie oraz złoto w drużynie
  - Belfast 1999 - w kategorii juniorek złoto indywidualnie oraz drużynowo
  - Ostenda 2001 - w kategorii seniorek (krótki dystans) złoto w drużynie
  - Dublin 2002 - srebro indywidualnie oraz złoto w drużynie
  - Lozanna 2003 - 2 złote medale (indywidualnie i w drużynie, długi dystans) oraz 2 srebrne medale (indywidualnie i w drużynie, krótki dystans)
  - Bruksela 2004 - na długim dystansie brąz indywidualnie, na obu dystansach złote medale w drużynie
  - Saint-Étienne 2005 - złoto drużynowo na obu dystansach, na długim dystansie indywidualnie - brąz, na krótkim - srebro
- srebrny medal igrzysk afrykańskich (Abudża 2003)

Jej mężem jest etiopski lekkoatleta Gebre-egziabher Gebremariam.

## Rekordy życiowe
- Bieg na 5000 metrów – 14:33,04 (2003)
- Bieg na 10 000 metrów – 30:07,15 (2003)